# 皮爾斯伯里鎮區 (明尼蘇達州斯威夫特縣)
皮爾斯伯里鎮區（英語：Pillsbury Township）是位於美國明尼蘇達州斯威夫特縣的一個行政鎮區。

## 歷史
皮爾斯伯里鎮區於1876年成立，得名自第八任明尼蘇達州州長約翰·S·皮爾斯伯里。

## 地方資料
皮爾斯伯里鎮區的面積為89.97平方千米，當中陸地面積為89.89平方千米，而水域面積為0.07平方千米。根據2020年美國人口普查的數據，當地共有人口287人，而人口密度為每平方千米3.19人。